# Mirijam Contzen
Mirijam Contzen (* 1976 in Münster)  ist eine deutsch-japanische Violinistin.

## Leben
Mirijam Contzen wuchs in Ascheberg auf. Sie begann 1984 ihr Studium an der Musikhochschule Detmold und war Meisterschülerin des aus Ungarn stammenden Violinpädagogen Tibor Varga (1921–2003). Seit 2005 ist sie künstlerische Leiterin des alljährlich im Sommer auf Schloss Cappenberg (bei Lünen) stattfindendem Internationalen Kammermusikfestivals Schloss Cappenberg. Ab 2023 sind es die zweitägigen „Musiktage Schloss Cappenberg“.
Seit 2016 ist sie Professorin für Violine an der Universität der Künste Berlin.
Mirijam Contzen lebt mit ihrem Mann, dem Violinisten Giovanni Guzzo (* 1986) und ihren gemeinsamen drei Kindern in Ascheberg im Münsterland.

## Auszeichnungen
- 1982–1989 Bundeswettbewerb Jugend musiziert
- 1997 Kulturförderpreis des Landes Nordrhein-Westfalen
- 1998 Internationaler Kammermusikwettbewerb Charles Hennen 1989
- 1999 Aufnahme in die Liste des Deutschen Musikrats
- 1991 Preis und Helena-Karaskova-Preis beim Internationalen Rundfunkwettbewerb Concertino Praga
- 1993 Preis Internationaler Violinwettbewerb Tibor Varga
- 2005 Lüner Kulturpreis (erstmals vergeben)
- 2020 Opus-Klassik-Preisträgerin mit der Konzerteinspielung des Jahres von Franz Joseph Clement „Violin Concertos Nos. 1 & 2“